# Saison 2020-2021 de la LHOu
Saison précédente Saison suivante
La saison 2020-2021 est la 55e saison de hockey sur glace de la Ligue de hockey de l'Ouest. La saison régulière est écourtée et passe de 68 à 24 matchs en raison de la pandémie de COVID-19 et du début de campagne retardé par la ligue. La saison débute ainsi le 26 février 2021 et se termine le 12 mai 2021. Avec les difficultés logistiques et les restrictions frontalières et suivant l'annulation de la Coupe Memorial 2021, la ligue décide d'annuler les séries éliminatoires, le 19 avril 2021.

## Saison régulière

### Classement

#### Conférence de l'Est
| Clt   | Équipe                   | PJ | V  | D  | DP | DF | BP  | BC  | Pts |
| ----- | ------------------------ | -- | -- | -- | -- | -- | --- | --- | --- |
| +001, | Wheat Kings de Brandon   | 24 | 18 | 4  | 2  | 0  | 104 | 61  | 38  |
| +002, | Ice de Winnipeg          | 24 | 18 | 5  | 1  | 0  | 100 | 70  | 37  |
| +003, | Blades de Saskatoon      | 24 | 16 | 5  | 2  | 1  | 80  | 62  | 35  |
| +004, | Raiders de Prince Albert | 24 | 9  | 11 | 3  | 1  | 70  | 81  | 22  |
| +005, | Pats de Regina           | 24 | 9  | 12 | 2  | 1  | 76  | 96  | 21  |
| +006, | Warriors de Moose Jaw    | 24 | 8  | 13 | 3  | 0  | 71  | 95  | 19  |
| +007, | Broncos de Swift Current | 24 | 6  | 16 | 2  | 0  | 72  | 108 | 14  |

- En gras : vainqueur de la division

| Clt   | Équipe                   | PJ | V  | D  | DP | DF | BP  | BC  | Pts |
| ----- | ------------------------ | -- | -- | -- | -- | -- | --- | --- | --- |
| +001, | Oil Kings d'Edmonton     | 23 | 20 | 2  | 0  | 1  | 104 | 41  | 41  |
| +002, | Tigers de Medicine Hat   | 23 | 14 | 8  | 0  | 1  | 87  | 69  | 29  |
| +003, | Hitmen de Calgary        | 21 | 10 | 8  | 3  | 0  | 72  | 79  | 23  |
| +004, | Hurricanes de Lethbridge | 24 | 9  | 12 | 3  | 0  | 81  | 108 | 21  |
| +005, | Rebels de Red Deer       | 23 | 4  | 15 | 4  | 0  | 59  | 106 | 12  |

- En gras : champion de la ligue

#### Conférence de l'Ouest
| Clt   | Équipe                   | PJ | V  | D  | DP | DF | BP | BC | Pts |
| ----- | ------------------------ | -- | -- | -- | -- | -- | -- | -- | --- |
| +001, | Blazers de Kamloops      | 22 | 18 | 4  | 0  | 0  | 87 | 51 | 36  |
| +002, | Rockets de Kelowna       | 16 | 10 | 5  | 1  | 0  | 58 | 53 | 21  |
| +003, | Giants de Vancouver      | 22 | 12 | 10 | 0  | 0  | 71 | 59 | 24  |
| +004, | Cougars de Prince George | 22 | 9  | 10 | 2  | 1  | 57 | 62 | 21  |
| +005, | Royals de Victoria       | 22 | 3  | 17 | 1  | 1  | 48 | 96 | 8   |

- En gras : vainqueur de la division

| Clt   | Équipe                  | PJ | V  | D  | DP | DF | BP | BC | Pts |
| ----- | ----------------------- | -- | -- | -- | -- | -- | -- | -- | --- |
| +001, | Silvertips d'Everett    | 23 | 19 | 4  | 0  | 0  | 91 | 45 | 38  |
| +002, | Winterhawks de Portland | 24 | 13 | 8  | 3  | 0  | 96 | 72 | 29  |
| +003, | Thunderbirds de Seattle | 23 | 10 | 12 | 0  | 1  | 67 | 82 | 21  |
| +004, | Chiefs de Spokane       | 21 | 6  | 10 | 4  | 1  | 55 | 79 | 17  |
| +005, | Americans de Tri-City   | 19 | 7  | 12 | 0  | 0  | 47 | 78 | 14  |

- En gras : vainqueur de la division

### Meilleurs pointeurs
| Nom              | Équipe                 | PJ | B  | A  | Pts | Pun |
| ---------------- | ---------------------- | -- | -- | -- | --- | --- |
| Peyton Krebs     | Ice de Winnipeg        | 24 | 13 | 30 | 43  | 28  |
| Ben McCartney    | Wheat Kings de Brandon | 24 | 13 | 24 | 37  | 29  |
| Cole Fonstad     | Silvertips d'Everett   | 23 | 16 | 18 | 34  | 14  |
| Gage Goncalves   | Silvertips d'Everett   | 23 | 12 | 22 | 34  | 12  |
| Justin Sourdif   | Giants de Vancouver    | 22 | 11 | 23 | 34  | 29  |
| Connor McClennon | Ice de Winnipeg        | 24 | 14 | 19 | 33  | 27  |
| Jake Neighbours  | Oil Kings d'Edmonton   | 19 | 9  | 24 | 33  | 17  |
| Tristen Nielsen  | Giants de Vancouver    | 22 | 15 | 17 | 32  | 14  |
| Ridly Greig      | Wheat Kings de Brandon | 21 | 10 | 22 | 32  | 39  |
| Kyle Crnkovic    | Blades de Saskatoon    | 24 | 10 | 22 | 32  | 8   |

### Meilleurs gardiens
| Nom             | Équipe               | PJ | Min   | V  | D | DP | DF | Bl | Moy  | %Arr |
| --------------- | -------------------- | -- | ----- | -- | - | -- | -- | -- | ---- | ---- |
| Sebastian Cossa | Oil Kings d'Edmonton | 19 | 1 144 | 17 | 1 | 0  | 1  | 4  | 1,57 | 94,1 |
| Dustin Wolf     | Silvertips d'Everett | 22 | 1 298 | 18 | 3 | 0  | 0  | 4  | 1,8  | 94   |
| Dylan Garand    | Blazers de Kamloops  | 18 | 1 086 | 15 | 3 | 0  | 0  | 3  | 2,15 | 92,1 |
| Trent Miner     | Giants de Vancouver  | 15 | 832   | 7  | 8 | 0  | 0  | 4  | 2,16 | 91,5 |
| Gage Alexander  | Ice de Winnipeg      | 9  | 538   | 6  | 3 | 0  | 0  | 1  | 2,23 | 91,7 |

## Récompenses
- Trophée Scotty-Munro, remis au champion de la saison régulière : Oil Kings d'Edmonton
- Trophée commémoratif des quatre Broncos, remis au meilleur joueur : Peyton Krebs (Ice de Winnipeg)[5]
- Trophée Daryl-K.-(Doc)-Seaman, remis au meilleur joueur étudiant : Ethan Peters (Oil Kings d'Edmonton)[5]
- Trophée Bob-Clarke, remis au meilleur pointeur : Peyton Krebs (Ice de Winnipeg)[5]
- Trophée Brad-Hornung, remis au joueur ayant le meilleur esprit sportif : Eli Zummack (Chiefs de Spokane)[5]
- Trophée commémoratif Bill-Hunter, remis au meilleur défenseur : Braden Schneider (Wheat Kings de Brandon)[5]
- Trophée Jim-Piggott, remis à la meilleure recrue : Connor Bedard (Pats de Regina)[5]
- Trophée Del-Wilson, remis au meilleur gardien : Dustin Wolf (Silvertips d'Everett)[5]
- Trophée Dunc-McCallum, remis au meilleur entraîneur : Pas décerné
- Trophée Lloyd-Saunders, remis au membre exécutif de l'année : Pas décerné
- Trophée Allen-Paradice, remis au meilleur arbitre : Pas décerné
- Trophée St. Clair Group, remis au meilleur membre des relations publique : Pas décerné
- Trophée Doug-Wickenheiser, remis au joueur ayant démontré la meilleure implication auprès de sa communauté : Pas décerné
- Trophée plus-moins de la WHL, remis au joueur ayant le meilleur ratio +/- : Jake Neighbours (Oil Kings d'Edmonton)[5]
- Trophée airBC, remis au meilleur joueur en série éliminatoire : Pas décerné
- Alumni Achievement Awards :